# (25799) Anmaschlegel
(25799) Anmaschlegel est un astéroïde de la ceinture principale d'astéroïdes.

## Description
(25799) Anmaschlegel est un astéroïde de la ceinture principale d'astéroïdes. Il fut découvert le 4 février 2000 à Socorro (Nouveau-Mexique) par le projet LINEAR. Il présente une orbite caractérisée par un demi-grand axe de 2,91 UA, une excentricité de 0,03 et une inclinaison de 3,2° par rapport à l'écliptique.

## Compléments